# Pellatispira
Pellatispira es un género de foraminífero bentónico de la familia Pellatispiridae, de la superfamilia Nummulitoidea, del suborden Rotaliina y del orden Rotaliida. Su especie tipo es Pellatispira douvillei. Su rango cronoestratigráfico abarca desde el Bartoniense (Eoceno medio) hasta el Priaboniense (Eoceno superior).

## Clasificación
Pellatispira incluye a las siguientes especies:
- Pellatispira douvillei †
- Pellatispira madaraszi †

Otras especies consideradas en Pellatispira son:
- Pellatispira glabra †
- Pellatispira orbitoidea †
- Pellatispira pauperata †
- Pellatispira provalei †